# 王寨镇 (凤冈县)
王寨镇，是中华人民共和国贵州省遵义市凤冈县下辖的一个乡镇级行政单位。
2013年11月16日，贵州省人民政府批复同意撤销王寨乡建制，设置王寨镇，镇人民政府驻王寨社区。

## 行政区划
王寨镇下辖以下地区：
王寨社区村、新民村、官塘村、高坝村和土璜村。